# Ulrich Stumper
Ulrich Stumper (* 17. April 1940 in Bremen) ist ein deutscher Physiker.
Er war langjähriger Leiter des Fachbereichs Hochfrequenz und Felder der Physikalisch-Technischen Bundesanstalt (PTB) und forschte hauptsächlich auf dem Gebiet der Hochfrequenz- (HF-) und Mikrowellentechnik, insbesondere zu Themen der HF‑Messtechnik.

## Leben
Der gebürtige Bremer studierte Physik in Göttingen und schloss im Jahr 1965 sein Studium mit dem Diplom ab. Anschließend wirkte er am dortigen Dritten Physikalischen Institut und wurde im Jahr 1968 zum Doktor promoviert. Zu seinen Arbeitsschwerpunkten gehörte die Erforschung verlustarmer Dielektrika im Mikrowellenbereich.
Im Jahr 1975 wechselte er zur PTB nach Braunschweig. Seine Interessen lagen dort in den Bereichen Präzisionsmessung von HF‑Leistung, Dämpfungs- und Impedanzmesstechnik, speziell Sechstor-Reflektometrie, sowie Eigenschaften dielektrischer Materialien im Mikrowellenbereich. Von 1986 bis 1998 war er Leiter des Labors für Hochfrequenzstandards der PTB. Ab 1998 leitete er den Fachbereich Hochfrequenzmesstechnik und befasste sich mit der Entwicklung von Normalen und Normalmesseinrichtungen für Leistung und für Streuparameter, insbesondere für präzise Reflexionsmessungen im Frequenzbereich zwischen 1 MHz und 110 GHz.
Langjährig befasste er sich mit innovativen Verfahren zur Kalibrierung von Netzwerkanalysatoren, wie der LRL- und der TRL‑Methode. Er ist Autor oder Koautor zahlreicher wissenschaftlicher Veröffentlichungen. Unter anderem trug er zum Kohlrausch bei, einem Standardwerk der Physik, das im Jahr 1870 von Friedrich Kohlrausch erstmals herausgegeben worden war.
Ulrich Stumper ist Mitglied der Deutschen Physikalischen Gesellschaft und der International Union of Radio Science (URSI, Fellow 2017), wo er Vorsitzender der Nationalen Kommission A war, sowie Associate Editor der IEEE Transactions on Instrumentation and Measurement (IEEE-IM).

## Schriften (Auswahl)
- Influence of nonideal LRL or TRL calibration elements on VNA S-parameter measurements. In: Advances in Radio Science. Nr. 3, 2005, S. 51–58 (copernicus.org [PDF]).